# Sylvichadsia macrophylla
Sylvichadsia macrophylla är en ärtväxtart som först beskrevs av René Viguier, och fick sitt nu gällande namn av Du Puy och Jean-Noël Labat. Sylvichadsia macrophylla ingår i släktet Sylvichadsia och familjen ärtväxter. Inga underarter finns listade i Catalogue of Life.